# VIII distrito de París
El VIII distrito de París (7.° distrito de París), también conocido como distrito de los Elíseos, es uno de los veinte distritos de los que se compone la capital francesa. Está situado en la orilla derecha del río Sena. También es conocido bajo el nombre de distrito de los Elíseos dado que en él se encuentra la residencia del presidente de la República, así como varios ministerios. Este distrito es uno de los más emblemáticos de la ciudad y el primero en renta por cápita.
En él se encuentra el palacio del Elíseo, el Arco de Triunfo y la plaza de la Concordia con su obelisco. Acoge además numerosos comercios y hoteles de lujo. Es una zona habitual de residencia de la alta burguesía.

## Administración

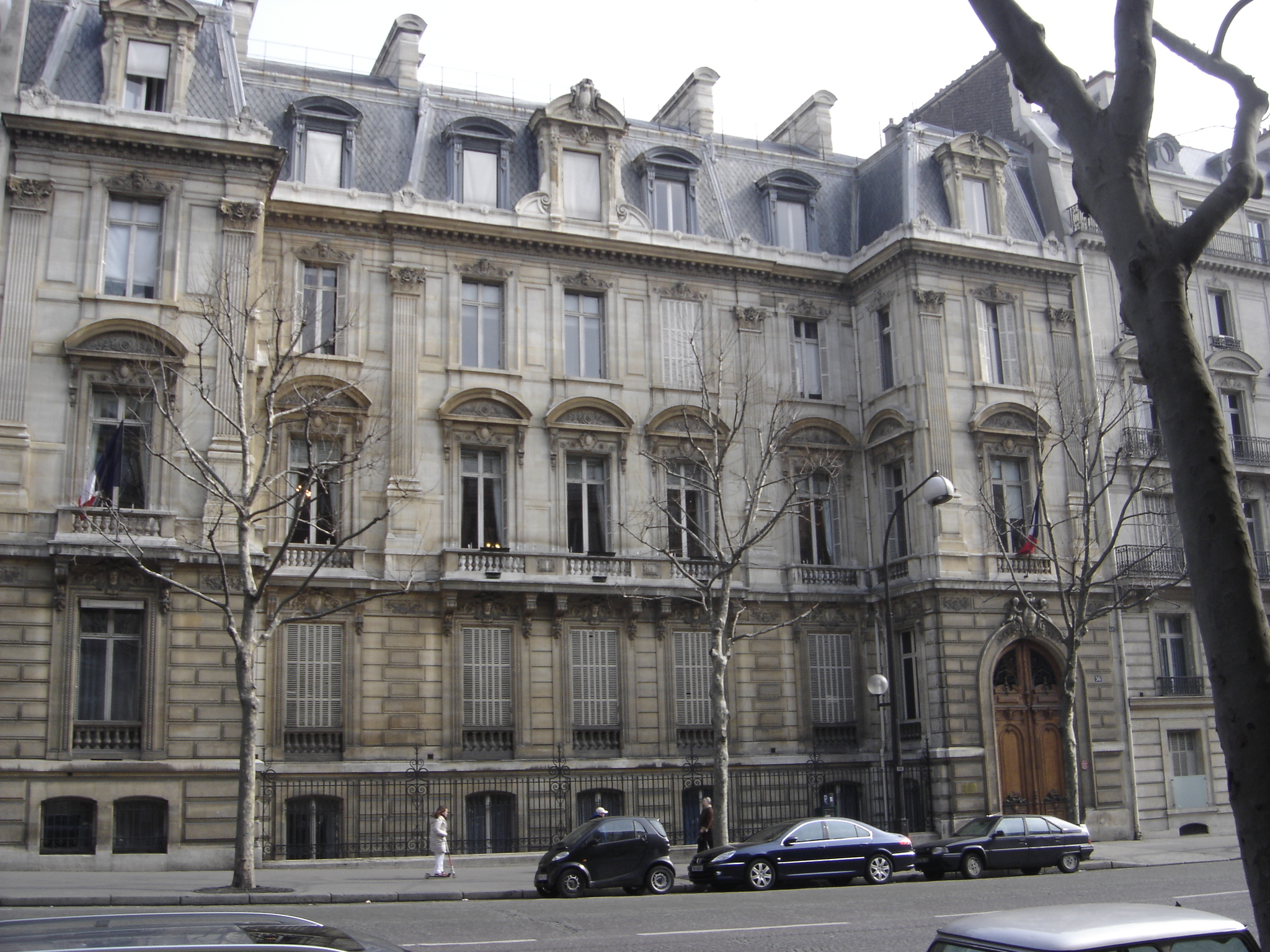
Alcaldía del VIII Distrito.

El distrito está dividido en cuatro barrios:
- Barrio de los Campos Elíseos
- Barrio del Faubourg-du-Roule
- Barrio de la Madeleine
- Barrio l'Europe

François Lebel (UMP) fue alcalde del distrito de 1983 a 2014; en 2008 la derecha obtuvo en ese distrito más del 80% de los votos. Tras las elecciones municipales de 2014, Jeanne d'Hauteserre también por la Unión por un Movimiento Popular —posterior Los Republicanos— fue elegida oficialmente alcaldesa.

## Demografía
El distrito contaba en el último censo de 2005 con 38 700 habitantes sobre una superficie de 388 hectáreas, lo que representa una densidad de 9 974 hab/km².
| Año (censo nacional)     | Población | Densidad (habitantes/km²) |
| ------------------------ | --------- | ------------------------- |
| 1872                     | 75 796    | 19 535                    |
| 1891 (pico de población) | 107 485   | 27 695                    |
| 1954                     | 80 827    | 20 827                    |
| 1962                     | 74 577    | 19 216                    |
| 1968                     | 67 897    | 17 495                    |
| 1975                     | 52 999    | 13 656                    |
| 1982                     | 46 403    | 11 956                    |
| 1990                     | 40 814    | 10 516                    |
| 1999                     | 39 314    | 10 130                    |
| 2005                     | 38 700    | 9 974                     |

## Lugares de interés
- Asociación famosa:
  - HEC Alumni

- Una estación de tren:
  - Estación de Paris Saint-Lazare

- Un parque:
  - Parque Monceau

- Monumentos:
  - Arco de Triunfo de París

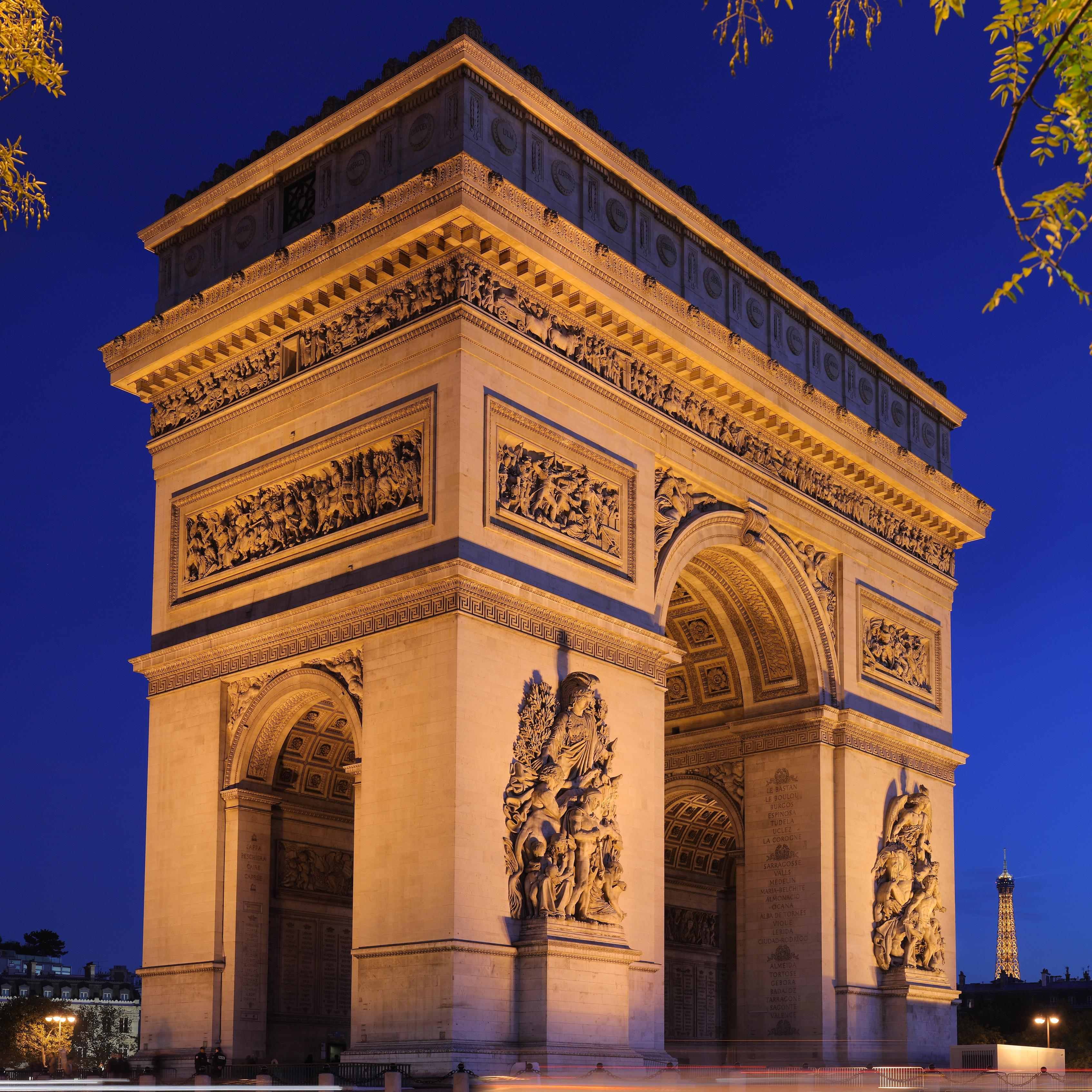
El Arco de Triunfo.

  - Obelisco de Luxor en la Plaza de la Concordia
  - Iglesia escocesa
  - Iglesia de la Madeleine
  - Iglesia Saint-Augustin
  - Palais de la découverte
  - Palacio del Elíseo
  - Gran Palacio de París

- Puentes : 
  - Puente de la Concordia
  - Puente Alejandro III
  - Puente de los Inválidos

- Hoteles de lujo
  - Hotel Crillon
  - Hotel de Marigny
  - Hotel de la Marine

- Museos
  - Museo del Petit-Palais
  - Museo Jacquemart-André

- Teatros y salas de espectáculos:
  - Salle Gaveau
  - Teatro de los Champs-Élysées

## Principales calles

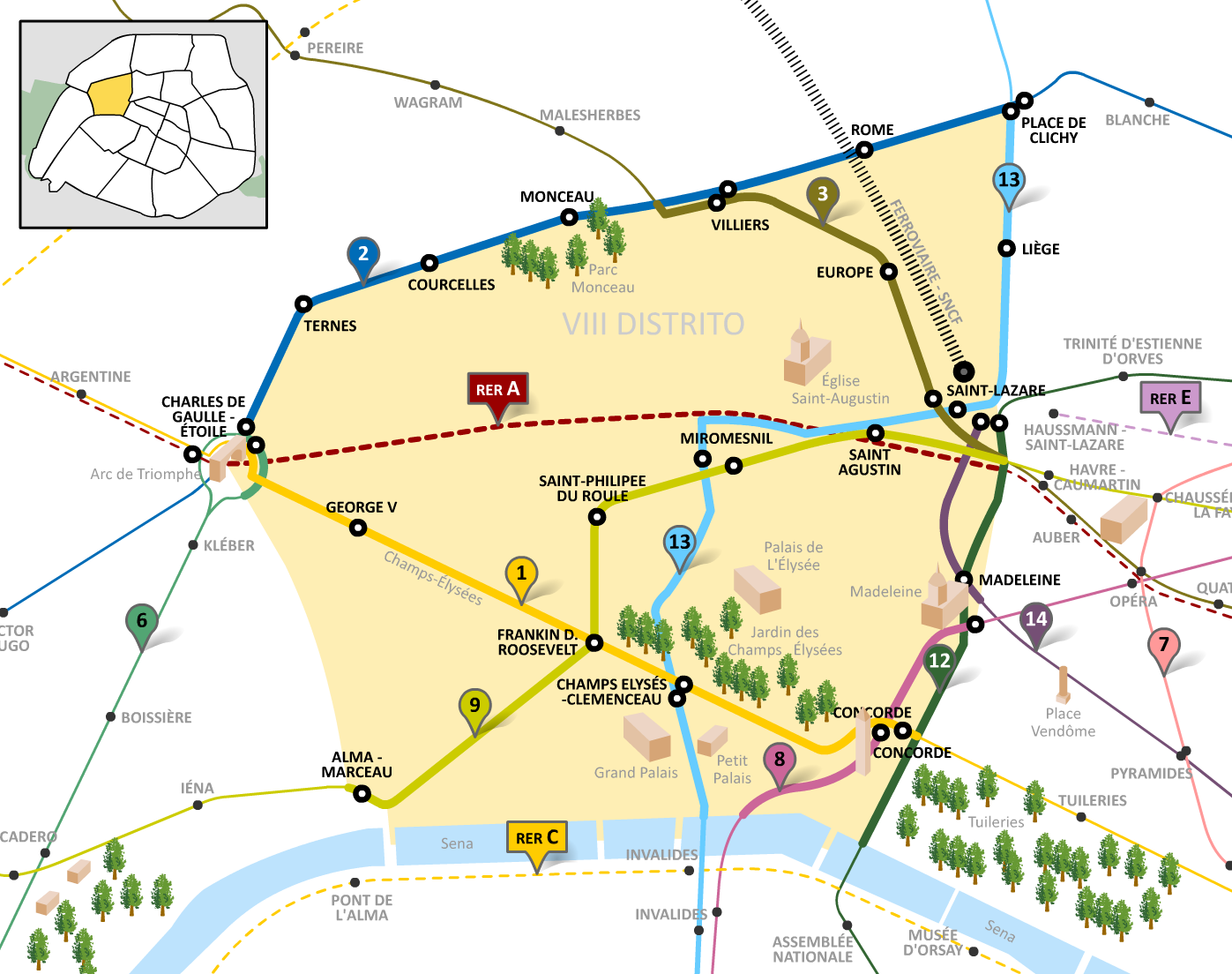
Mapa del Metro y del RER del VIII Distrito.

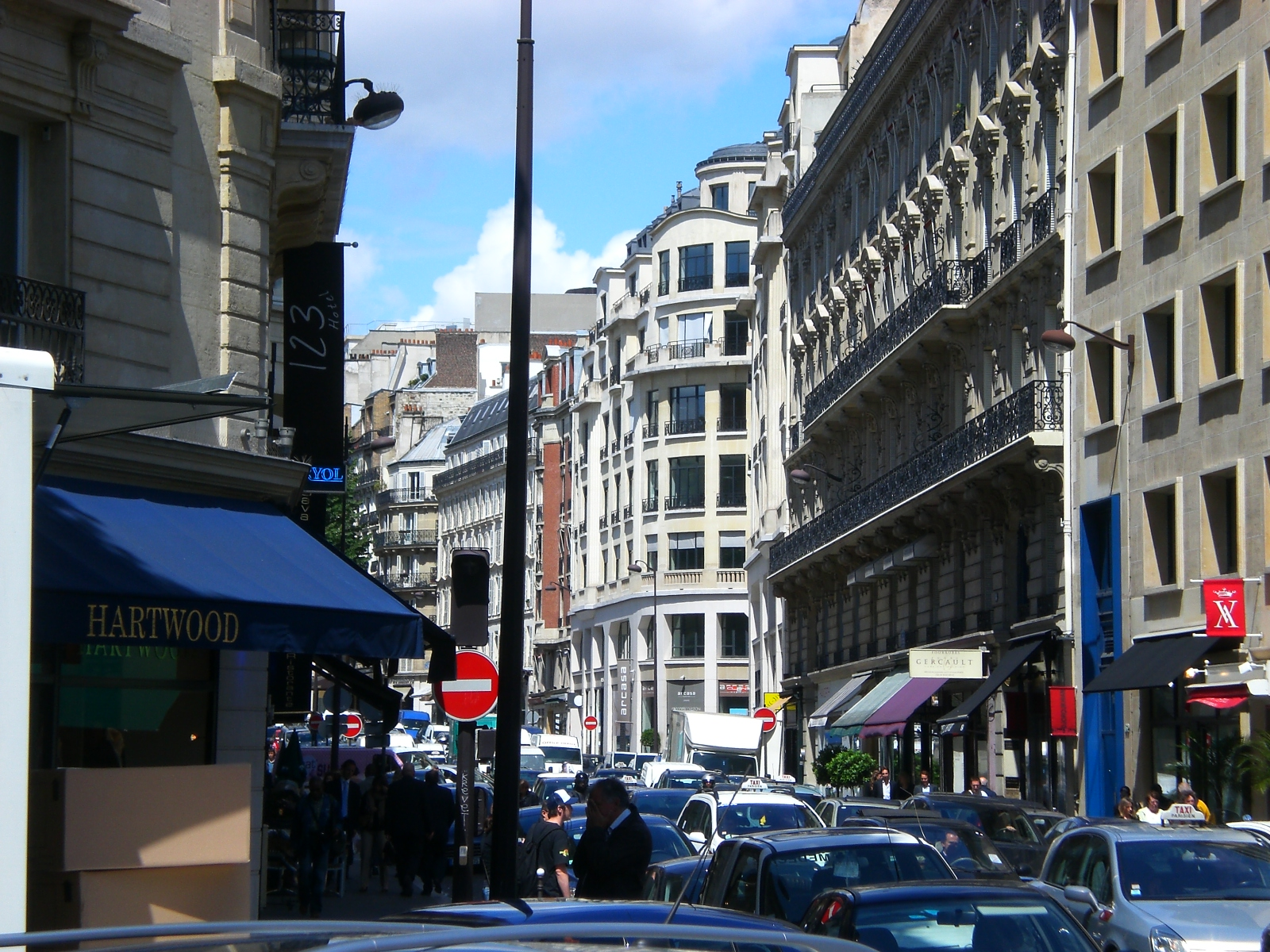
Foto de la Rue du Faubourg Saint-Honoré.

- Avenida de los Campos Elíseos
- Plaza de la Concordia
- Plaza Charles-de-Gaulle
- Bulevar Haussmann
- Bulevar Malesherbes
- Rue du Faubourg Saint-Honoré
- Avenue Montaigne